# Europese kampioenschappen kunstschaatsen 1901
De Europese Kampioenschappen kunstschaatsen is een jaarlijks terugkerend evenement dat georganiseerd wordt door de Internationale Schaatsunie.
Het negende EK kunstschaatsen voor de mannen werd gehouden op 13 januari 1901 in Wenen, Oostenrijk, toen nog onderdeel van de dubbelmonarchie Oostenrijk-Hongarije. Het was na 1892 en 1894 de derde keer dat het kampioenschap in Wenen plaatsvond. Alleen de verplichte kür werd geschaatst.
1902, 1903
In 1902 was het EK toegewezen aan Amsterdam, Nederland, waar het zou plaatsvinden op een natuurijsbaan op het Museumplein. Door het ontbreken van ijs werd het kampioenschap geannuleerd. Voor 1903 werd het EK eveneens aan Amsterdam toegewezen, en na wederom weer geen ijs in Nederland werd het kampioenschap naar Stockholm, Zweden verplaatst. Hier kwam maar één deelnemer opdagen en werd het kampioenschap wederom geannuleerd.

## Historie
De Duitse en Oostenrijkse schaatsbond, verenigd in de "Deutscher und Österreichischer Eislaufverband", organiseerden zowel het eerste EK Schaatsen voor mannen als het eerste EK Kunstschaatsen voor mannen in 1891 in Hamburg, in toen nog het Duitse Keizerrijk, nog voor het ISU in 1892 werd opgericht. De internationale schaatsbond nam in 1892 de organisatie van het EK kunstschaatsen over. In 1895 werd besloten voortaan het WK kunstschaatsen te organiseren en kwam het EK te vervallen. In 1898, na twee jaar onderbreking, vond toch weer een herstart plaats van het EK kunstschaatsen.
De vrouwen en paren zouden vanaf 1930 jaarlijks om de Europese titel strijden. De ijsdansers streden vanaf 1954 om de Europese titel in het kunstschaatsen.

## Deelname
Er namen drie mannen uit drie landen deel aan dit kampioenschap.
Voor de Oostenrijker Gustav Hügel was het zijn zesde deelname. Ulrich Salchow nam voor de vierde keer deel en voor Gilbert Fuchs was het zijn tweede deelname aan het kampioenschap.
| Duitse Keizerrijk (1) Oostenrijk (1) Zweden (1) |

## Medaille verdeling
Gustav Hügel veroverde, na vier keer (1894, 1895, 1899, 1900) op de tweede plaats op het EK kunstschaatsen te hebben gestaan, dit jaar de titel. Hij werd de vijfde Europees kampioen bij de mannen en de tweede Oostenrijker na Eduard Engelmann (kampioen in 1891, 1892, 1893). Na zijn derde plaats bij zijn debuut in 1895 werd Gilbert Fuchs bij zijn tweede deelname tweede. Ulrich Salchow, de Europees kampioen van 1898, 1899 en 1900, eindigde dit jaar op de derde plaats.
| Discipline | Goud         | Zilver        | Brons          |
| ---------- | ------------ | ------------- | -------------- |
| Mannen     | Gustav Hügel | Gilbert Fuchs | Ulrich Salchow |

## Uitslagen

### Mannen
pc/5 = plaatsingcijfer van 5 juryleden 
| Goud   | Gustav Hügel (6)   |                            | 5  |
| Zilver | Gilbert Fuchs (2)  | Vlag van Duitse Keizerrijk | 11 |
| Brons  | Ulrich Salchow (4) | Vlag van Zweden            | 14 |

Medaillewinnaars

Mannen · 
Vrouwen ·
Paren · 
IJsdansen

Toernooi

1891 · 
1892 · 
1893 · 
1894 · 
1895 · 
1896-1897 · 
1898 · 
1899 · 
1900 · 
1901 · 
1902-1903 · 
1904 · 
1905 · 
1906 · 
1907 · 
1908 · 
1909 · 
1910 · 
1911 · 
1912 · 
1913 · 
1914 · 
1915-1921 · 
1922 · 
1923 · 
1924 · 
1925 · 
1926 · 
1927 · 
1928 · 
1929 · 
1930 · 
1931 · 
1932 · 
1933 · 
1934 · 
1935 · 
1936 · 
1937 · 
1938 · 
1939 ·
1940-1946 · 
1947 · 
1948 · 
1949 · 
1950 · 
1951 · 
1952 · 
1953 · 
1954 · 
1955 · 
1956 · 
1957 · 
1958 · 
1959 · 
1960 · 
1961 · 
1962 · 
1963 · 
1964 · 
1965 · 
1966 · 
1967 · 
1968 · 
1969 · 
1970 · 
1971 · 
1972 · 
1973 · 
1974 · 
1975 · 
1976 · 
1977 · 
1978 · 
1979 · 
1980 · 
1981 · 
1982 · 
1983 · 
1984 · 
1985 · 
1986 · 
1987 · 
1988 · 
1989 · 
1990 · 
1991 · 
1992 · 
1993 · 
1994 · 
1995 ·
1996 · 
1997 · 
1998 · 
1999 · 
2000 · 
2001 · 
2002 · 
2003 · 
2004 · 
2005 · 
2006 ·
2007 ·
2008 ·
2009 ·
2010 ·
2011 ·
2012 ·
2013 ·
2014 ·
2015 ·
2016 ·
2017 ·
2018 ·
2019 ·
2020 ·
2021 · 
2022 · 
2023 · 
2024 · 
2025

WK kunstschaatsen ·
WK kunstschaatsen junioren ·
Viercontinentenkampioenschap ·
Olympische Spelen